# Hana Štěpánová (herečka)
Hana Štěpánová (rozená Kovaříková, * 13. března 1982 Rýmařov) je česká herečka. 
Vystudovala ostravskou Janáčkovu konzervatoř a Janáčkovu akademii múzických umění (obor muzikál). V angažmá Městského divadla Brno je od roku 2008. Ve volném čase ráda chodí do přírody nebo pracuje na zahradě. Její manžel je herec, režisér a pedagog Petr Štěpán, se kterým má syna Matěje.

## Role v Městském divadle Brno
- Paní Corryová – Mary Poppins
- Louisa – DUCH
- Marie Terezie, císařovna – Baron Trenck
- Julietta, tanečnice – Mefisto
- Annie, vězeňkyně – Chicago
- Irma Jánská, třídní kráska – Škola základ života
- Liesel Landauerová – Skleněný pokoj
- Ženy v Eastwicku – Čarodějky z Eastwicku
- Královna Anežka – Pohádka o živé vodě